# Volgoelektrossetstroi
Volgoelektrossetstroi (en rus: Волгоэлектросетьстрой) és un poble (un possiólok) de l'óblast de Lípetsk, a Rússia, que el 2013 tenia 315 habitants. Pertany al districte rural de Griazi.